# Anders Aukland
Anders Aukland (Tønsberg, 12 de septiembre de 1972) es un deportista noruego que compitió en esquí de fondo. 
Participó en dos Juegos Olímpicos de Invierno, en los años 2002 y 2006, obteniendo una medalla de oro en Salt Lake City 2002, en la prueba de relevo (junto con Frode Estil, Kristen Skjeldal y Thomas Alsgaard).
Ganó tres medallas en el Campeonato Mundial de Esquí Nórdico, en los años 2003 y 2005.

## Palmarés internacional
| Juegos Olímpicos   | Juegos Olímpicos                | Juegos Olímpicos | Juegos Olímpicos |
| Año                | Lugar                           | Medalla          | Prueba           |
| ------------------ | ------------------------------- | ---------------- | ---------------- |
| 2002               | Salt Lake City (Estados Unidos) | Medalla de oro   | Relevo 4 × 10 km |
| Campeonato Mundial |                                 |                  |                  |
| Año                | Lugar                           | Medalla          | Prueba           |
| 2003               | Val di Fiemme (Italia)          | Medalla de oro   | Relevo 4 × 10 km |
| 2003               | Val di Fiemme (Italia)          | Medalla de plata | 30 km            |
| 2005               | Oberstdorf (Alemania)           | Medalla de plata | 50 km            |